# Jean Kickx
Joannes Albertus Jacobus Kickx (Sint-Amandsberg, 2 februari 1919 - Knokke, 14 februari 2010) was een Belgisch liberaal politicus. 

## Levensloop
Als licentiaat in het notariaat en licentiaat in de criminologie werd Kickx beroepshalve advocaat.
Hij werd politiek actief voor de PVV en werd voor deze partij in 1964 verkozen tot gemeenteraadslid van Gent, waar hij van 1965 tot 1970 schepen was.
Voor het arrondissement Gent-Eeklo volgde Kickx ook een parlementaire loopbaan: van 1971 tot 1974 zetelde hij als rechtstreeks gekozen senator in de Belgische Senaat en van 1974 tot 1977 in de Kamer van volksvertegenwoordigers. In de periode december 1971-april 1977 had hij als gevolg van het toen bestaande dubbelmandaat ook zitting in de Cultuurraad voor de Nederlandse Cultuurgemeenschap, die op 7 december 1971 werd geïnstalleerd en de verre voorloper is van het Vlaams Parlement.